# Лейзеровиц, Энтони
Энтони Лейзеровиц (англ.  Anthony Allen Leiserowitz; род. 25 декабря 1966, Лансинг, Мичиган) — американский учёный, специалист в области социально-экономической географии, эксперт по общественному мнению в отношении к изменению климата и экологии (к глобальному потеплению в особенности).
Доктор философии (2003), старший научный сотрудник Йельского университета, а также главный научный сотрудник (principal investigator) Колумбийского университета. Директор Yale Program on Climate Change Communication (отмеченной NCSE Friend of the Planet Award в 2017 году). Отмечен Mitofsky Innovator Award. В 2020 году удостоился Stephen H. Schneider Award for Outstanding Climate Science Communication (совместно с Edward Maibach).
Окончил Университет штата Мичиган (бакалавр международных отношений, 1990). В Орегонском университете получил степени магистра (1998) и доктора философии (2003) наук об окружающей среде. Работал в Aspen Global Change Institute, занимаясь проблемами экологии. Затем занимался в Орегонском университете, где попал под влияние учёного-психолога Paul Slovic. После чего устроился в Йель, директор Yale Program on Climate Change Communication.
Автор более 200 работ.